# Hubble X
Hubble X es una nebulosa en la galaxia de Barnard (NGC 6822), una de las galaxias más próximas a la Vía Láctea que forma parte del Grupo Local. Está situada a aproximadamente 1,63 millones de años luz en dirección a la constelación de Sagitario. Su diámetro aproximado es de 110 años luz.
La imagen obtenida con el telescopio espacial Hubble muestra una nube brillante de forma casi circular, una región activa de formación estelar similar a la nebulosa de Orión existente en nuestra galaxia, aunque muchas veces más brillante y grande que esta. Contiene varios miles de estrellas recién formadas en un cúmulo central, las más brillantes de ellas fácilmente visibles en la imagen como brillantes puntos blancos. De hecho, la nube minúscula que se observa debajo de Hubble X —apenas resuelta por el telescopio—, es comparable en tamaño y brillo a la nebulosa de Orión.